# Macksburg (Ohio)
Macksburg é uma vila localizada no estado norte-americano de Ohio, no Condado de Washington.

## Demografia
Segundo o censo norte-americano de 2000, a sua população era de 202 habitantes.
Em 2006, foi estimada uma população de 204, um aumento de 2 (1.0%).

## Geografia
De acordo com o United States Census Bureau tem uma área de
0,6 km², dos quais 0,6 km² cobertos por terra e 0,0 km² cobertos por água. Macksburg localiza-se a aproximadamente 214 m acima do nível do mar.

## Localidades na vizinhança
O diagrama seguinte representa as localidades num raio de 20 km ao redor de Macksburg.